# Pałac w Zaprężynie
Pałac w Zaprężynie – obiekt wybudowany w  1890 r., w miejscowości Zaprężyn.

## Historia
Piętrowy pałac, nakryty dachem czterospadowym z lukarnami, jest częścią zespołu pałacowego, w skład którego wchodzi jeszcze park z czwartej ćwierci XIX w., zmiany w 1934 r.